# False
False（フォールス）は1993年にWouter van Oortmerssenによって考案された難解プログラミング言語。
名称の由来はOortmerssenのお気に入りのブール値から。FalseはForthに似たスタックベースの言語で、その構文はややこしくて読めないようにデザインされている。特筆すべき点は、コンパイラがわずか1024バイト(MC68000用アセンブラで書かれている)しかないことである。van Oortmerssenによると、FalseはBrainfuckやBefungeに代表される多くの難解プログラミング言語に影響を与えているという。
Falseは難解言語の中では比較的扱いやすいほうである。基本的な操作はそれなりに人間にとって扱いやすく、無意味な複雑さはない。その点、複雑なINTERCALやMalbolgeとは対照的である。Falseプログラミングの難解さは、主に言語の低レベルな性質のせいで、Forthのようなアセンブリ言語を書いているような錯覚に陥ることである。さらには、記号ばかりの構文のため、単語ベースの構文より難しいかのように見えてしまう。

## コード例
階乗を求める関数:
```
   [$1=$[\%1\]?~[$1-f;!*]?]f:
```

0から100の間の素数の列挙:
```
   99 9[1-$][\$@$@$@$@\/*=[1-$$[%\1-$@]?0=[\$.' ,\]?]?]#
```